# Etli yaprak sarma
Etli yaprak sarma o Etli yaprak sarması (ambdues versions signifiquen sarma de fulles amb carn en turc) és un plat a la cuina turca que es tracta de sarmas de fulles de vinya farcides de carn vermella. És un plat calent i generalment es menja amb una salsa de iogurt amb all. A la cuina turca també existeixen "zeytinyağlı yaprak sarma" que són unes sarmas que s'omplen de "iç pilav", un tipus d'arròs pilaf turc, i es mengen fredes, amb unes gotes de suc de llimona a sobre. En algunes parts de Turquia quan un plat de sarma és amb carn (i no amb arròs) de vegades se l'anomena "dolma".